# Риццо, Альфредо
Альфре́до Ри́ццо (итал. Alfredo Rizzo), в некоторых картинах он представлен под псевдонимами А́льфред Ра́йс (итал. Alfred Rice) и Фре́д Ри́тц (итал. Fred Ritz; 2 января 1902, Ницца, Третья французская республика — 6 сентября 1991, Рим, Италия) — итальянский актёр, сценарист и кинорежиссёр; брат актёра Карло Риццо.
Играл характерные роли второго плана, большей частью, отрицательных персонажей в эротических комедиях, спагетти-вестернах и фильмах ужасов. С 1970-х годов также выступал режиссёром фильмов в жанре хоррор, в том числе по собственным сценариям.

## Биография
Альфредо Риццо родился 2 января 1902 года в Ницце. Актёрскую карьеру начал с водевилей и ревю, в которых играл вместе с братом Карло Риццо и комедиантом Эрминьо Макарьо. Трио пользовалось популярностью у зрителей в 1930—1945 годах, времени расцвета жанра варьете.
В кино дебютировал в 1939 году в фильме Марио Маттиоли «Смотри на него, как на себя... смотри на него, как на себя?» (итал. Lo vedi come sei... lo vedi come sei?), однако в титрах указан не был. С 1946 по 1960 год снимался в многочисленных комедийных и драматических кинокартинах, в которых его партнёрами были Тото, Уго Тоньяцци, Пеппино Де Филиппо, Альдо Фабрици, Витторио Де Сика, Тина Пика, Франко Франки и Чиччо Инграссья. Играл в фильмах «Римские каникулы» Уильяма Уайлера, «Хлеб, любовь и фантазия» Луиджи Коменчини, «Сладкая жизнь» и «Клоуны» Федерико Феллини. Режиссёры приглашали актёра на роли второго плана и доверяли ему только отрицательных персонажей.
В 1960 году, вместе с братом Карло Риццо, он основал компанию «Братья Риццо — Франка Вольпи». В 1970-х годах снялся в нескольких эротических комедиях, пользовавшихся успехом у зрителей. С 1971 по 1978 год в качестве режиссёра снял несколько фильмов в жанре хоррор. Сценарии некоторых из этих картин были написаны им самим. Его режиссёрские работы не получили признания у кинокритиков. В 1986 году он завершил актёрскую карьеру, снявшись в фильме Бруно Корбуччи «Ночные лисицы».
Альфредо Риццо умер 6 сентября 1991 года в Риме. Поминальная служба по актёру прошла в базилике Девы Марии в Домнике.

## Избранная фильмография
| Год       | Фильм | Режиссёр                | Участие                                             |
| --------- | --- | ----------------------- | --------------------------------------------------- |
| 1965      | «Колорадо Чарли» (итал. Colorado Charlie ) | Роберто Маури           | актёр (роль Колорадо Чарли)                         |
| 1970      | «Дело совести» (итал. Un caso di coscienza) | Джованни Гримальди      | актёр (роль президента клуба)                       |
| 1970      | «Франко и Чиччо на тропе войны» (итал. Franco e Ciccio sul sentiero di guerra)                                                                                | Альдо Гримальди         | актёр (роль сержанта Дугласа)                       |
| 1970      | «Дон Франко и дон Чиччо в год протеста» (итал. Don Franco e don Ciccio nell'anno della contestazione)                                                         | Марино Джиролами        | актёр (роль ветеринара)                             |
| 1970      | «Первая ночь доктора Даниэли, индустриальная, со сложной... игрушкой» (итал. La prima notte del dottor Danieli, industriale, col complesso del... giocattolo) | Джованни Гримальди      | актёр (роль Федерико)                               |
| 1970      | «Коронованный принц разыскивается богатой наследницей» (итал. Principe coronato cercasi per ricca ereditiera)                                                 | Джованни Гримальди      | актёр (роль Луиджи Физикеллы)                       |
| 1970      | «Двое белых в чёрной Африке» (итал. Due bianchi nell'Africa nera)                                                                                             | Бруно Корбуччи          | актёр (роль Отто Краузера)                          |
| 1971      | «Маццабубу... Сколько здесь рогатых?» (итал. Mazzabubù... Quante corna stanno quaggiù?)                                                                       | Мариано Лауренти        | актёр (роль оратора-антилюдоеда)                    |
| 1971      | «Сады дьявола» (итал. I giardini del diavolo) | Фред Ритц               | режиссёр, актёр (роль генерала)                     |
| 1971      | «Придёт ли служить к нам солдат» (итал. Venga a fare il soldato da noi)                                                                                       | Этторе Мария Фиццаротти | актёр (роль Пиццути)                                |
| 1971      | «Продавец смерти» (итал. Il venditore di morte) | Лоренцо Джикка Палли    | актёр (роль Джаджа Этуэлла)                         |
| 1971      | «Эти грязные проклятые души» (итал. Quelle sporche anime dannate)                                                                                             | Луиджи Батцелла         | актёр (роль Джека Бьюкенена)                        |
| 1971      | «Аквасанта Джо» (итал. Acquasanta Joe) | Марио Гариаццо          | актёр (роль офицера)                                |
| 1971      | «Дикари» (итал. Le belve) | Джованни Гримальди      | актёр (роль доктора Аппозито)                       |
| 1972      | «Тайные исповеди созерцательного монастыря» (итал. Confessioni segrete di un convento di clausura)                                                            | Луиджи Батцелла         | актёр (роль настоятеля)                             |
| 1973      | «Бульдозер» (итал. Il bulldozer ) | Руджеро Деодато         | актёр (роль водителя бульдозера)                    |
| 1974      | «Приведу в порядок Америку и вернусь» (итал. Sistemo l'America e torno)                                                                                       | Нанни Лой               | актёр (роль Алекса Бьонди)                          |
| 1974      | «Плоть» (итал. Carnalità) | Альфредо Риццо          | режиссёр, сценарист (автор сюжета)                  |
| 1975      | «Кровосос ведёт в танце» (итал. La sanguisuga conduce la danza)                                                                                               | Альфредо Риццо          | режиссёр, сценарист                                 |
| 1975      | «Болоньезе» (итал. La bolognese) | Альфредо Риццо          | режиссёр, сценарист (автор сюжета)                  |
| 1976      | «Сорболе... которая романьолка» (итал. Sorbole... che romagnola)                                                                                              | Альфредо Риццо          | режиссёр, сценарист (автор сюжета)                  |
| 1977      | «Грехи молодой супруги из провинции» (итал. Peccati di una giovane moglie di campagna)                                                                        | Альфредо Риццо          | режиссёр, сценарист (автор сюжета)                  |
| 1977      | «Лагерь Капут — Последние дни СС» (итал. Kaput Lager - Gli ultimi giorni delle SS)                                                                            | Луиджи Батцелла         | актёр (роль офицера союзников) (в титрах не указан) |
| 1977      | «Зверь в тепле» (итал. La bestia in calore) | Луиджи Батцелла         | актёр (роль Морено) (в титрах не указан)            |
| 1977      | «Любовь по-арабски» (итал. Amore all'arrabbiata) | Карло Вео               | актёр (роль инженер Джованни)                       |
| 1978      | «Суджестионата» (итал. Suggestionata) | Альфредо Риццо          | режиссёр, сценарист                                 |
| 1978      | «Алессия… вулкан под кожей» (итал. Alessia... un vulcano sotto la pelle)                                                                                      | Альфредо Риццо          | режиссёр, сценарист (автор сюжета)                  |
| 1978      | «Отряд антимафия» (итал. Squadra antimafia) | Бруно Корбуччи          | актёр (роль плешивого старика) (в титрах не указан) |
| 1981      | «Один против других, практически друзей» (итал. Uno contro l'altro, praticamente amici)                                                                       | Бруно Корбуччи          | актёр (роль адвоката Рандольфи)                     |
| 1981      | «Преступление в китайском ресторане» (итал. Delitto al ristorante cinese)                                                                                     | Бруно Корбуччи          | актёр (роль мужа любовницы Папетти)                 |
| 1983      | «Дьявол и святая вода» (итал. Il diavolo e l'acquasanta) | Бруно Корбуччи          | актёр (роль мэра)                                   |
| 1986      | «Ночные лисицы» (итал. Le volpi della notte ) | Бруно Корбуччи          | актёр (роль Дзанусси)                               |
| Источник: | |                         |                                                     |